# 2014년 동계 올림픽 슬로베니아 선수단
2014년 동계 올림픽 슬로베니아의 올림픽 선수단은 러시아 소치에서 개최된 2014년 동계 올림픽에 참가한 올림픽 슬로베니아 선수단이다.

## 메달 집계

### 종목별 메달 수
| 종목         | 1 | 2 | 3 | 합계 |
| 알파인스키   | 1 | 0 | 0 | 1    |
| 스키점프     | 0 | 1 | 0 | 1    |
| 크로스컨트리 | 0 | 0 | 1 | 1    |
| 바이애슬론   | 0 | 0 | 1 | 1    |
| 합계         | 1 | 1 | 2 | 4    |

### 메달리스트
| 메달 | 이름            | 종목         | 세부 종목          | 날짜     |
| ---- | --------------- | ------------ | ------------------ | -------- |
|      | 티나 마제       | 알파인스키   | 여자 다운힐        | 2월 12일 |
|      | 페테르 프레브치 | 스키점프     | 남자 노멀힐 개인전 | 2월 9일  |
|      | 베스나 파브얀   | 크로스컨트리 | 여자 스프린트      | 2월 11일 |
|      | 테야 그레고린   | 바이애슬론   | 여자 10km 추발     | 2월 11일 |